# Andreas Georg Berg
Andreas Georg Berg (geboren 23. Mai 1959 in Wiesbaden) ist ein deutscher Fernsehjournalist und Lyriker. Einer seiner Arbeitsschwerpunkte ist das Thema jüdische Geschichte und Religion. Er verfasste in Zusammenarbeit mit Peter Waldmann auch den Text zur Grundsteinlegungsrolle für den Neubau der neuen Synagoge in Mainz.

## Leben
Andreas Georg Samuel Berg studierte Germanistik, Philosophie und Kunstgeschichte an der Johannes Gutenberg-Universität Mainz. Von Anfang 1987 bis Sommer 2022 war er als Fernsehjournalist beim SWF – heute SWR – in Mainz beschäftigt. Neben seiner Tätigkeit als Kulturredakteur zählten die Themengebiete Jüdische Religion und Jüdische Geschichte zu seinen Arbeitsschwerpunkten. Als Featureautor und Regisseur hat er für den SWR, aber auch für die ARD Dokumentationen produziert, unter anderem über die Entstehung der neuen Mainzer Synagoge, über den Bergfilmpionier Arnold Fanck und über die frühen Wildwestkinoproduktionen in der Pfalz. Seit Juli 2022 arbeitet er freiberuflich als Schriftsteller, Filmemacher und Journalist. Seit seiner Studienzeit ist Andreas Berg auch als Lyriker hervorgetreten, seit 1980 erschienen vier Lyrikbände. 1979 gründete er die Gruppe Lyrik & Musik, mit der er ein musikalisches Rezitationsprogramm zu seinen Texten erarbeitete und in der er auch als Pianist mitwirkte. Bis zur Auflösung des Ensembles im Jahre 1984 wurden die Programme der Gruppe in Konzerten vorgestellt, unter anderem auch im Fernsehen. Eine Schallplatte erschien 1981. Außerdem veröffentlichte er Gedichte in verschiedenen Anthologien und Literaturjahrbüchern. 2015 erschien nach längerer Veröffentlichungspause sein erster Roman, ein zweiter folgte 2020. 2019 wurde er für seine literarischen Verdienste mit dem Kulturpreis des Rheingau Taunus-Kreises in der Sparte Literatur ausgezeichnet.
Andreas Berg ist Mitglied der jüdisch-arabischen Friedensinitiative Givat Haviva und war Teilnehmer an deutsch-israelisch-palästinensischen Autorenbegegnungen der Landeszentrale für politische Bildung Rheinland-Pfalz. Heute lebt er im Rheingau und hat einen Zweitwohnsitz in der Nordwestpfalz.

## Literarisches Werk
Seine Gedichte reflektieren das Leben mit seinen existenziellen Fragestellungen, den eigenen Schreibprozess, setzen sich aber auch mit seiner Verwurzelung im Judentum auseinander. Typisch für seinen Stil sind Ironie und Lakonie und das Spiel mit literarischen Zitaten. Im Nachwort zu seinem letzten Gedichtband Herr Dudens Klangkurtisanen oder Die Dichter gehen auf und ab und schweigen, verfasst von dem Germanistikprofessor Hermann Kurzke, wird er als Kenner der deutschen Literatur beschrieben, dessen Werk von Anspielungen durchzogen und von einer kryptischen und radikal verknappten Sprache geprägt seien. Die Lyrikerin Hilde Domin würdigte die Texte von Andreas Berg anlässlich einer Lesung bei einem deutsch-israelisch-palästinensischen Schriftstellertreffen in Israel als tief empfunden und intelligent gemacht.
Nach langer literarischer Veröffentlichungspause erschien von Andreas Berg im Juli 2015 in der bei Luxbooks herausgegebenen Anthologie Gegend Entwürfe seine Erzählung Jerusalemblues oder: wie durch ein verstimmtes Klavier in einer Wohnung in Haifa ein Gedicht entstand, das er Hilde Domin widmete. Im August 2015 folgte sein erster Roman Schabbat Schalom an der Seine – Rückblende einer verpassten Liebe.
In verschiedenen Zeitungsrezensionen zum Roman werden die Auseinandersetzung mit dem Thema Religion, die kritische Auseinandersetzung mit der modernen Medienlandschaft, aber auch die Beschreibungen des Handlungsortes Paris positiv hervorgehoben. 2020 brachte der TZ-Verlag einen zweiten Roman des Autors heraus, mit dem Titel „Sommer 1934 oder wie der Führer mir meine erste Liebe ausspannte.“ Eine Geschichte, die dem untergegangenen Landjudentum in Deutschland ein Denkmal setzt. Der rote Faden des Buches ist eine Liebesgeschichte zwischen einem künstlerisch begabten jüdischen Gymnasiasten und einer Berliner Göre, der Nichte eines evangelischen Dorfpfarrers. Die Auswirkungen der Nürnberger Rassengesetze bringen die jungen Liebenden in große Gefahr. Das Werk auf jahrzehntelangen Recherchen und Forschungen zum jüdischen Leben in der Nordwestpfalz vor und zu Beginn der NS-Zeit. Im März 2024 erschien bei der èdition trèves der Gedichtband „Die Sonne lügt ungeniert“. Im Jahr 2024 folgte im gleichen Verlag der Kriminalroman Höllenritt im Hafenidyll, dessen Handlung im Rheingau und in Wiesbaden angesiedelt ist. Der SWR sendete anlässlich der Neuerscheinung einen Fernsehbeitrag, der mit dem Autor in Wiesbaden-Schierstein und im Rheingau gedreht wurde.

## Preise
- „Madamer Krab“ – Kulturpreis (2002)
- Probst Reinhard Becker Preis (2005)[14]
- „Kulturpreis des Rheingau-Taunus-Kreises in der Sparte Literatur“ (2019)[15][16]

## Publikationen
- „Der abgebrochene Steg“ (1980)
- „Schalloch in der Nebelwand“ (1982)
- „Poesiebeton oder im Allgemeinen keine Elegien“ (1985)
- „Herr Dudens Klangkurtisanen oder Die Dichter gehen auf und ab und schweigen“ (1992, Nachwort Hermann Kurzke)
- „Schabbat Schalom oder Rückblende einer verpassten Liebe“, E. Humbert-Verlag (2015)
- „Jerusalemblues  oder: wie durch ein verstimmtes Klavier in einer Wohnung in Haifa ein Gedicht entstand, das Hilde Domin gewidmet wurde“, in Michael Au / Alexander Wasner (Hrsg.): „Gegend Entwürfe“, Luxbooks (2015)
- „Sommer 1934 oder wie der Führer mir meine erste Liebe ausspannte“, edition-tz (2020)
- „Die Sonne lügt ungeniert – Gedichte“, édition trèves (2024)
- Höllenritt im Hafenidyll – Rheingau-Krimi, édition trèves (2024)

Außerdem regelmäßige und zahlreiche Veröffentlichungen in Anthologien und Literaturjahr-büchern wie „Mainzer Anthologie“, „Rheinland-Pfälzische Anthologie“, „Rheinland-Pfälzisches Jahrbuch für Literatur“, „Chaussée – Zeitschrift für Kultur und Literatur in der Pfalz“.

## Filmographie Features und längere Dokumentationen (Auswahl)
- "Ein Stern der Satire für Hannelore Kaub" (Deutsches Kabarettarchiv 2023)
- „Eine Arche für die Kunst – Kulturgutrettung an der Ahr“ (SWR 2022)[17]
- „Gesünder Wohnen – Der Architekt Udo Heimermann“ (SWR 2022)[18]
- „Nach der Sintflut“ (SWR 2022)[19]
- „Kein Transit ins gelobte Land – Anna Seghers aus Mainz“ (SWR 2021)[20]
- „Verfolgt und umworben – Zweitausend Jahre jüdisches Erbe am Rhein“ (SWR 2021)[21]
- „Die Macht am Rhein – Unterwegs zu den Kaisern des Mittelalters“ (SWR 2020)[22]
- „Neues vom Räuber Schinderhannes – Organisiertes Verbrechen um 1800“ (SWR 2019)[23]
- „Die verlorene Heimat – Kunst als Weg der Erinnerung“ (SWR 2019)[24]
- „Himmel auf Erden: St. Stephan in Mainz“ (SWR 2019)[25]
- „Kunst ist wie Krieg – der Malerfürst Max Slevogt“ (SWR 2018)[26]
- „Stumm, aber kein bisschen leise – Die Orgeldynastie aus dem Hunsrück“ (SWR 2017)[27]
- „Auf der deutschen Weinstraße – Menschen und Spuren entlang einer deutschen Ferienstraße“[28] (SWR 2017)
- „Clemens Wilmenrod – Einmal Toast Hawaii hin und zurück“ (SWR 2017)[29]
- „Edith Stein – Jüdin, Ordensfrau Heilige“ (SWR 2016)[30]
- „Ernst Bloch – Hoffnung made in Rheinland-Pfalz“  (SWR 2015)[31]
- „Klein-Jerusalem am Rhein – Ein mittelalterlicher jüdischer Städtebund soll Welterbe werden“ (SWR 2012)
- „Hebräische Buchstaben als Architektur – die neue Synagoge in Mainz“ (SWR 2010 und Phoenix 2011)
- „Der Koloss von Böchingen – das XXL-Kunstwerk des Bildhauers Volker Krebs“ (SWR 2010)
- „Fünf Bücher und ein Freudenfest – wie die jüdischen Gemeinden die Thora feiern“ (ARD 2009)
- „Von Hammansohren und Königsbräuten – das Purimfest in Mainz“ (ARD 2009)
- „Der alte Dom völlig neu – Mainzer Gotteshaus ersteht als Modell“ (SWR, HR und 3-Sat 2009)
- „Eine Kirche zieht um – von Hackenheim nach Mainz in 30 Tagen“ (SWR 2003)
- „Die letzte Reise – alternative Wege im Trauerfall“ (SWR, RBB 2001)
- „Abel steh auf – Deutsch-israelisch-palästinensisches Autorentreffen in Jericho“ (SWR und Schuldokumentation für die Landeszentrale für politische Bildung, 2000)
- „Die Luftakrobaten – Filmflugspezialisten aus Mainz“ (SWR 1999)
- „Zwischen weißem Rausch und Abgrund – der Extremregisseur Arnold Fanck“ (SWR, 3-Sat 1998)
- „Da wo ich fremd bin ist meine Heimat – israelisch-palästinensisch-deutsches Schriftstellertreffen“ (SWF 1997)
- „Wildwest am Rhein – auf den Spuren des frühen Hollywood“ (SWF 1996)
- „Der Klotz von Gunsenum – das bewegte Leben des Malers Hermann Schmidt-Schmied“ (SWF 1995)
- „Auf dem Großmast des Triumphes – Deutsch-Spanisches Lyrikertreffen in der Pfalz“ (SWF 1990)